# Johann Heinrich Pestalozzi
Johann Heinrich Pestalozzi (Zúric, 12 de gener de 1746 - Brugg, 17 de febrer de 1827) va ésser un escriptor i pedagog suís.
Johann Heinrich Pestalozzi, també conegut com a Enric Pestalozzi, va lluitar tota la seva vida per reformar la pedagogia tradicional i portar-la cap a una educació popular, és a dir, va ser un dels primers modernitzadors que va portar a la pedagogia actual. Pestalozzi defensava que l'educació es podia realitzar únicament conforme a una llei, en concret amb l'harmonia amb la natura. Partint d'aquest principi, s'arriba de mica en mica a la necessitat de llibertat en l'educació de l'infant, és a dir, perquè l'infant pugui actuar com vulgui estant en contacte amb la natura, cal que sigui lliure.
Va ser seguidor de Johann Bernhard Basedow i Jean-Jacques Rousseau i va portar a la pràctica les seves idees en diversos centres educatius. Al seu voltant s'aplegaren Johann Gotlieb Fichte, Johann Friedrich Herbart i Friedrich Wilhelm August Fröbel. Tot i partir de Rousseau, la seva doctrina insisteix en els deures socials i en la progressiva adquisició de l'hàbit de l'esforç. Els seus mètodes pedagògics són actius, pràctics i, sobretot, antiverbalistes.

## Biografia

### Infància i joventut a Zuric (1746-1768)
Johann Heinrich Pestalozzi neix a Zuric el 12 de gener de 1746. Després de la mort prematura del pare i de diversos germans, viu sota la protecció i les atencions desconfiades i una mica angoixants de la seva mare i d'una serventa fidel a la família. Pestalozzi freqüenta totes les escoles que estaven a disposició d'un habitant amb dret a la ciutadania. Jove i intel·ligent, entra en contacte amb les persones cèlebres de la il·lustració suïssa. En el cercle dels «Patriotes», fundat al voltant de l'escriptor Johann Jakob Bodmer, arriba a conèixer el pensament de filòsofs antics i moderns, sobretot les obres de Rousseau. En uns primers escrits (Agis i Wünsche, «Desitjos») Pestalozzi s'enfronta amb la manera autoritària de governar dels poderosos. Abandona les carreres de teologia i de dret i inicia un aprenentatge agrícola per viure com a pagès o bé com a empresari agrònom. L'any 1767 arriba a conèixer Anna Schulthess, que té vuit anys més que ell, i se n'enamora. En 1769 es casen tot i la resistència dels pares de la núvia.

### Els anys a Neuhof (1769-1798)
A la petita localitat argoviana de Birr, a 25 km de Zuric, Pestalozzi compra 20 hectàrees de terra de llaurar i de praderia que està de guaret i edifica Neuhof. Amb tot, l'empresa agrícola fracassa, igual que la conversió a l'economia pecuària i l'intent d'elaborar cotó mitjançant treball a domicili. A continuació, Pestalozzi intenta construir un institut per a pobres, però fracassa també i els deutes només poden ser pagats amb la venda de terrenys i l'ajuda de la família d'Anna. Així acaba, el 1780, el projecte de Neuhof en un fracàs. Únicament l'escrivà de Basilea, Isaak Iselin, segueix creient en Pestalozzi i l'anima a treballar com a escriptor. D'aquesta manera, els anys que van de 1780 a 1798, arriben a ser els anys dels seus èxits literaris. Neixen, entre d'altres, les obres Abendstunden eines Einsiedlers («Hores vespertines d'un eremita»), les quatre parts de Lienhard i Gertrud, Über Gesetzgebung und Kindermord («Sobre legislació i assassinat infantil»), Nachforschungen («Investigacions»), Fabeln («Faules») i els escrits polítics que s'ocupen de la Revolució Francesa i la situació a Suïssa: Ja oder Nein? («Sí o no?»), els escrits relacionats amb el moviment popular de Stäfa i els escrits sobre la qüestió del delme. Totes les obres d'aquests anys poden ser compreses com a intent d'acció i d'adquisició d'influència en l'àmbit de la política.

### Stans (1798 - 1799)

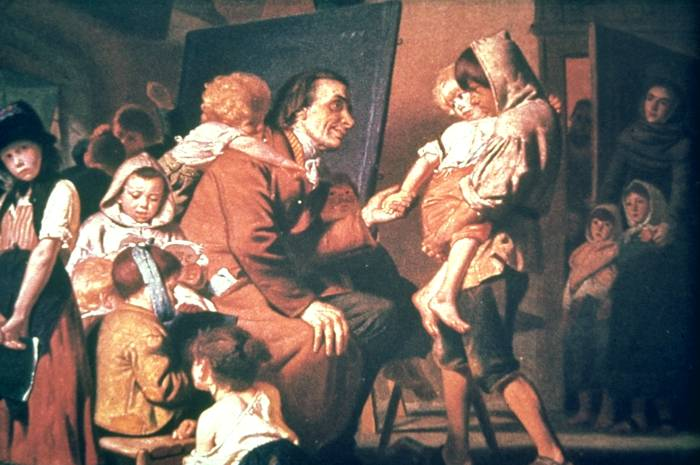
Pestalozzi amb els orfes a Stans, oli de Konrad Grob pintat el 1879.

Quan, al març de 1798, amb l'entrada de les tropes franceses s'enfonsa l'Antiga Confederació Suïssa, Pestalozzi es posa al servei del nou Govern, creient poder realitzar per fi els seus plans d'educació del poble. Se li encarrega la direcció d'un institut per a nens orfes a Stans, però que ha d'abandonar després de només mig any a favor d'un llatzeret. Pestalozzi, psíquicament i físicament deteriorat, descriu les seves experiències i reflexions a Brief an einen Freund über meinen Aufenthalt in Stans («Carta a un amic sobre la meva estada a Stans»), que és considerada com el text pedagògic més important de Pestalozzi i que és reimprimida, interpretada i citada sovint.

### Burgdorf i Münchenbuchsee (1800 - 1804/05)
L'estada a Stans comporta per a Pesstalozzi el canvi de vida decisiu. Decideix fer-se mestre i a Burgdorf se li ofereix la possibilitat. Així, doncs, pot realitzar les seves idees en un institut pedagògic que està combinat amb una escola normal de mestres. Rep el suport del Govern Helvètic, aconsegueix un grup de col·laboradors competents i pot desenvolupar el seu nou mètode d'ensenyament. L'escrit fonamental d'aquesta època, Wie Gertrud ihre Kinder lehrt, («Com Gertrud ensenya als seus fills») el fa famós com a educador i renovador de l'escola popular i nombrosos visitants de tot Europa visiten Burgdorf. Quan són restablertes la Constitució de la Mediació de 1803 i les estructures federatives de l'Antiga Confederació Helvètica, Berna reclama el castell de Burgdorf per a residència de l'autoritat bernesa (corregidor) i Pestalozzi ha d'abandonar el castell. Després d'una estada passatgera en un edifici conventual a Münchenbuchsee, Pestalozzi, en la segona meitat de 1804, emprèn la construcció d'un nou institut a Yverdon, a l'extrem sud del llac de Neuchâtel, a Waadhoeke, al cantó de Vaud, recentment fundat.

### Yverdon (1804 - 1825)
L'Institut de Pestalozzi a Yverdon arriba a ser cèlebre de seguida i el seu impuls pedagògic irradia cap a tot Europa, sobretot cap a Prússia. Arriben a Yverdon nombrosos visitants per veure l'Institut. El període propi d'apogeu va ser de 1807 a 1809, i després fins a 1815. Dificultats econòmiques i discussions enfurismades durant anys entre els seus col·laboradors arriben a arruïnar l'Institut, que Pestalozzi ha d'abandonar el 1825. Durant els anys a Yverdon neixen la tercera versió de Lienhard i Gertrud, l'escrit polític tardà An die Unschuld («A la innocència») i nombrosos escrits en els quals van cooperar seus col·laboradors Ansichten und Erfahrungen («Opinions i experiències»). És especialment impressionant el discurs en el seu 72è aniversari, però també l'anomenat discurs de Lenzburg, Über die Idee der Elementarbildung («Sobre la idea de l'educació elemental»), que Pestalozzi pronuncia el 1807 essent president de l'Associació dels Amics Suïssos de l'educació. En els anys després de 1817, es publica a l'editorial Cotta l'edició en 15 toms de tots els escrits de Pestalozzi, la qual li garanteix, per fi, uns ingressos majors.

### Últims anys de vida (1825-1827)
Després de l'enfonsament de l'Institut d'Yverdon, Pestalozzi es retira una altra vegada a Neuhof on vol construir una altra vegada un institut per a pobres. S'erigeix un edifici nou, però abans del seu acabament, Pestalozzi mor el 17 de febrer 1827 a la ciutat de Brugg i és enterrat a Birr, en el veïnatge de la seva Neuhof, al costat de la paret lateral de l'escola. A Neuhof, Pestalozzi escriu la seva última gran obra, Schwanengesang («El cant del cigne»), que consisteix en una part autobiogràfica i una exposició completa de la seva pedagogia.

## Aportacions pedagògiques

### Educació
La pedagogia de Pestalozzi la podem relacionar amb una de les seves màximes: «educació moral i religiosa», això no implica que descurés l'educació formal, ja que va perfeccionar els mètodes d'ensenyament de lectura, llenguatge i càlcul. Més encara, el seu compromís amb l'educació era tan ampli que a més d'esdevenir un sociòleg filantrop interessat a procurar el bé del poble, es va interessar en analitzar les fallades de l'organització i la vida social, denunciant els abusos que existeixen i proposant els mitjans adequats per corregir errors en tots els ordres: laboral, sanitari, cultural, educacional i jurídic.
A causa de la seva vocació d'humanista, Pestalozzi considerava que l'educació havia de ser omnipresent, de manera que estudiar les característiques de l'actualment anomenada «societat del coneixement», que funciona a partir del fenomen d'exclusió, havia de formar part de la preparació del mestre, quan el que es pretén és trencar paradigmes discriminatoris que impedeixen el desenvolupament natural de la intel·ligència de l'infant. De fet, tal va ser la seva determinació per afavorir l'educació igualitària, que va proposar la creació d'institucions que atenguessin als que no tinguessin prou recursos econòmics.

### Pedagogia
Hom diu que tota filosofia porta amb si les aportacions de la pedagogia, i a la inversa. En ocasions s'ha dit que la pedagogia de Pestalozzi té molt a veure amb el sistema filosòfic d'Immanuel Kant. Cal ressaltar que això només es refereix als fins morals de l'educació, ja que en les altres aportacions no té gaire relació. És per això que quan llegim les aportacions de Pestalozzi sembla de vegades llegir a Kant. Pestalozzi ens dona a conèixer l'educació com la formació de l'home pel que fa a un ésser individual: «L'home no arriba a ser home sinó per mitjà de l'educació». Pestalozzi fa una aplicació del moral al social, acceptant els vincles socials per una acceptació lliure del deure, l'educació és la que aconseguirà la seva autonomia espiritual.
La pedagogia de Pestalozzi se centra en l'educació infantil i escolar i, des de 1811, ell i els seus col·laboradors esmenten el sistema pestalozzià amb el nom d'«educació elemental». Consisteix a fer que el procés de desenvolupament humà (sensitiu, intel·lectual i moral) segueixi el curs evolutiu de la naturalesa de l'infant, sense avançar-lo artificialment. L'educació és vista com una «ajuda» que es dona a l'infant en aquest procés perquè es realitzi òptimament. L'activitat educativa i docent és vista com un «art». És de vital importància en la pedagogia de Pestalozzi el seu mètode de la intuïció, que veurem més endavant.
| « | El fi és la meta que hem d'aconseguir, el mètode intuïtiu és el camí correcte que hem de seguir. | » |

### Metodologia
El mètode de Pestalozzi no planteja «trucs» pedagògics. No hi ha originalitat en els seus aspectes materials, sinó en el fet que el mètode dona la possibilitat de desenvolupar l'educació com un procés d'acció en el qual la pràctica, la investigació científica i la teoria es fecunden mútuament. El mètode aposta per la importància d'observar la naturalesa infantil, de fer explícites les lleis pròpies del desenvolupament infantil, de crear un medi favorable per a aquest desenvolupament, de prendre consciència de la dimensió social de la relació educativa i de valorar l'acció de l'infant. Jean Piaget, Maria Montessori, Célestin Freinet i altres autors van continuar elaborant i perfeccionant tècnicament aquest mètode.

#### Número (relacions mètriques i numèriques)
- Ensenyar als infants a considerar cada un dels objectes que se'ls dona com una unitat. és a dir, separat d'aquells amb els quals apareix associat. Quants n'hi ha?
- Utilització de tauletes amb lletres, les quals acumulava d'una en una perquè l'infant conegués la relació dels nombres, al mateix temps que servia per aprendre les lletres.
- Partir de les coses simples abans d'avançar a les més complicades.

#### Forma (observar, mesurar, dibuixar i escriure)
- Ensenyar-los a distingir la forma de cada objecte, és a dir, les seves dimensions i proporcions. Quina és la seva forma?
- Enriquir la memòria dels infants amb explicacions senzilles d'objectes i materials.
- Ensenyar a descriure i adonar-se de les seves percepcions.
- Ensenyar a l'infant, per mitjà del dibuix, a mesurar tots els objectes que es presenten a la seva vista i adquirir habilitats per a reproduir-los. Pestalozzi va pensar que per mitjà del dibuix s'exercitava a l'infant en la seva escriptura.

#### Nombre
- Familiaritzar-los tan d'hora com sigui possible amb el conjunt de paraules i de noms de tots els objectes que li són coneguts. Com es diuen?[10]

### Mestre
Pestalozzi defensava la individualitat de l'infant i la necessitat que els mestres havien d'estar més preparats per aconseguir un desenvolupament integral de l'alumne que per implantar coneixements. Les seves idees van tenir gran influència en les escoles del món occidental, particularment en l'àrea de preparació dels mestres.

### Concepte d'alumne
Pestalozzi va mostrar una gran confiança en les capacitats dels infants.

## Principis pedagògics
Proposava un model educatiu que combinés la teòrica amb la pràctica. Considerava primordial que l'infant aprengués en contacte amb el medi que l'envolta i sota llibertat per així afavorir la motivació de l'infant i encoratjar els seus sentiments i la seva moralitat. Veia l'educació física com un pilar fonamental per al desenvolupament físic, mental i moral. Aquests principis es basaven en: 

### Naturalitat

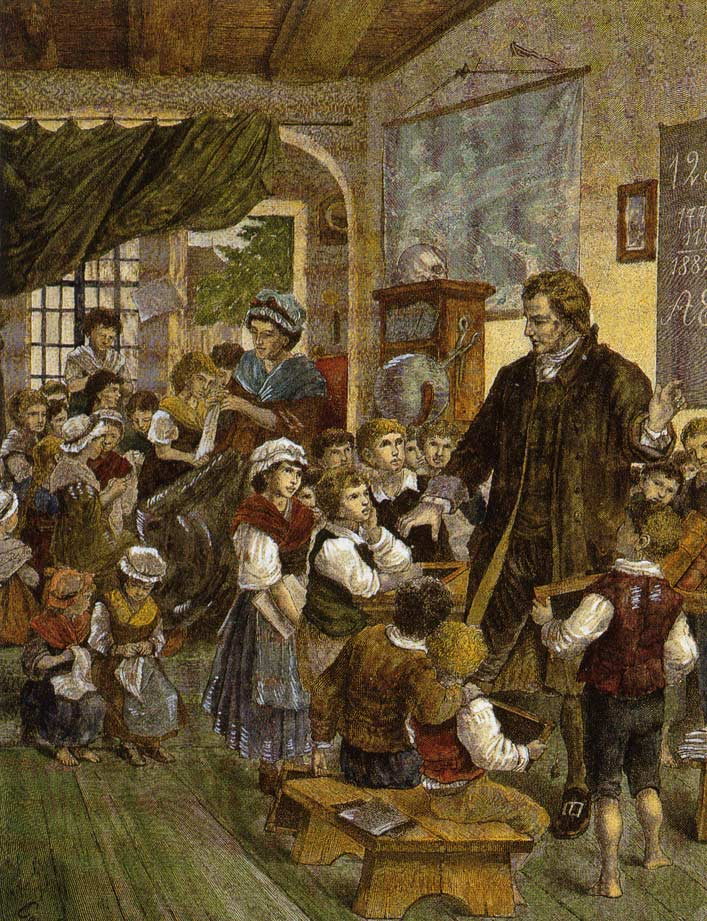
Johann i Anna Pestalozzi a la institució educativa de Neuhof, Gravat en fusta de 1882

L'educació només pot fer-se realitat d'acord amb la pròpia naturalesa de l'ésser humà. Per a això, cal tenir en compte cinc elements:
- Espontaneïtat: l'educació parteix de l'infant, per la qual cosa se li ha de permetre expressar-se amb llibertat.
- Mètode d'ensenyament: del simple al complex i del que ve al llunyà, de manera seqüencial i ininterrompuda.
- Intuïció: el coneixement parteix de la intuïció, com a activitat interna.
- L'equilibri de forces: relacionat amb la formació mental, física i moral de manera interrelacionada.
- Col·lectivitat: representa la influència que exerceix el medi social en el desenvolupament del nen i com l'escola el prepara per a la vida en societat.[12]

### Educació elemental
Va partir de l'observació de les experiències, interessos i activitats educatives, de no ensenyar res que els nens no poguessin veure i va considerar que la finalitat principal de l'ensenyament no consistia a fer que l'infant adquireixi coneixements i aptituds, sinó en desenvolupar les forces de la seva intel·ligència, dividint-la de forma gradual, d'acord amb la seva evolució i on es tingués en compte a l'individu com una unitat d'intel·ligència, sentiment i moralitat, i que qualsevol irregularitat en aquestes característiques comporta a la nul·litat d'una educació integral. Va incloure també l'educació física com a mitjà de fortalesa i resistència corporal, tancant així el cicle d'una educació integral, que va des del més espiritual al purament corporal.
D'altra banda, va afegir l'educació manual i l'educació física com a mitjà de fortalesa i resistència moral. També va pensar que l'educació intel·lectual i l'educació física haurien de contribuir a l'educació moral i religiosa, que segons Pestalozzi, és el més important de la naturalesa humana.
Els principis pedagògics de Pestalozzi són els següents:
- Principi d’Anschauung o d'intuïció. Defensa que tot aprenentatge s'ha de palpar i ha de passar pels sentits, és a dir, ha d'estar relacionat amb les vivències de l'educand. Els aprenentatges passen per la forma, la paraula i el nom. En primer lloc, es manipula l'objecte, més endavant, l'infant li assigna una paraula i després associa la paraula a les característiques de l'objecte.
- Simplificació elemental: L'infant s'ha d'envolat d'elements simples per posar en moviment la inquietud natural de l'infant.
- Compliment acabat: Afirma que cada etapa ha d'arribar a la culminació per si mateixa, sense pressa i sent l'infant qui marqui els temps.
- Principi d'activitat. Sota tots els punts de vista: l'educació és acció, per tant, l'infant sempre ha d'estar en acció.
- Remota autònoma: El procediment pedagògic no té finalitat en si mateix, si no que la finalitat està en l'educand. L’infant ha de recórrer lliurement el camí de l'educació.
- Educar a educadors. Pestalozzi exposa que l'educació es dirigeix essencialment a individus.

## Aplicacions a l'educació
Sens dubte, les aportacions de Pestalozzi presenten gran rellevància per a l'educació del segle xxi, inscrita ella en les anomenades «societats del coneixement i de la informació», com també en els paradigmes de l'economia global i ecològica. Amb Pestalozzi, la pedagogia comença a veure l'infant d'una manera diferent, els situa en una veritable relació amb la natura i la cultura. Tot i que el seu ensenyament es basa en una educació elemental, no escapen les seves influències a l'educació preescolar. Tenim les següents aportacions:
- Va donar importància al desenvolupament de l'infant.
- Va posar en pràctica l'organització d'experiències i activitats per mitjà del joc.
- Valora les activitats espontànies de l'infant.
- Va fer èmfasi en l'exercitació de les activitats manuals.
- Va considerar l'exercitació en el dibuix com un mitjà per perfeccionar progressivament la mà, la qual cosa li serviria de base per a l'escriptura.
- Va exercitar el llenguatge per mitjà de la conversa senzilla, per a després aprendre a llegir.
- Va destacar la utilitat dels exercicis corporals combinats amb el cant.
- Va assenyalar com vital el desenvolupament de l'infant en els seus primers moments amb la família, especialment amb la mare.
- Va donar importància a l'afectivitat des del mateix moment del naixement de l'infant.
- Va destacar el desenvolupament social de l'infant, primerament en la família i posteriorment a l'escola.
- Va considerar important la creació d'institucions per atendre aquells infants que eren mancats de recursos econòmics.[14]

### Funcions educatives
Pestalozzi donava un gran valor a l'educació religiosa, sempre que aquesta no tingués un caràcter dogmàtic ni confessional. Va establir una funció social de l'educació on el principal objectiu era integrar els infants d'escassos recursos a la vida social, a través de l'ensenyament d'un ofici. Pensava que els seus propis alumnes, a llarg termini, serien els educadors del demà. D'altra banda, l'educador no era concebut com una figura autoritària. D'aquesta manera, el docent, era l'encarregat d'estar al servei de les necessitats de l'alumne, a qui lliurava una confiança molt gran en les seves capacitats. Considerava que el paper de l'escola estava molt lligada a l'ensenyança de l'ofici: més que escoles calen tallers. I acabava amb el principal valor del seu interès, el qual era el de l'educació igualitària, és a dir, poder educar gent marginada. Confiava plenament en les virtuts de l'educació popular.

## Obres
Entre les obres més significatives de Pestalozzi tenim:
- Vigília d'un solitari (1780)
- Un fulla suïssa (revista composta i editada per Pestalozzi)
- Les meves indagacions sobre el procés de la Natura en el desenvolupament de la Humanitat (1797)
- Com Gertrudis educa els fills. (1801)
- Llibre de les mares (1803)
- Carta a un amic sobre la meva estada a Stans (1807)
- Al bon tarannà, la serietat i la noblesa de la meva època i de la meva pàtria (1815)
- Cartes sobre educació infantil (1819)
- El cant del cigne (1826)
- Les destinacions de la meva vida (1826)
- Epístola Friné sobre l'amistat (1782)

Una de les obres que va tenir molt èxit va ser la de Lleonard i Gertrudis, que es pot considerar també una novel·la costumista, en què Pestalozzi presenta i descriu uns personatges populars i molt característics, servint-se d'un llenguatge popular, natural i rural. Amb raó, Pestalozzi l'anomenà «un llibre del poble». Fins i tot hi ha escrit en la seva tomba un detall d'aquesta obra que diu: «predicador del poble de Lleonard i Gertrudis».
Com Gertrudis educa els fills es considera l'exposició més completa de la metodologia de Pestalozzi que cal complementar amb altres obres seves. Fou traduït al català, el 1980, amb un estudi introductori de Bernat Sureda.